# Kønsopdelt arbejdsmarked
Kønsopdelt arbejdsmarked er betegnelsen for det fænomen, at kvinder og mænd ikke er jævnt fordelt på arbejdsmarkedet, men derimod ofte fordeler sig i henholdsvis kvindefag og mandefag. Der er her tale om horisontal kønsopdeling. Kvindefag er eksempelvis områder som omsorg, kontorarbejde og humaniora. Mandefag er eksempelvis områder som håndværkerfagene og tekniske fag.
Indenfor det samme fagområde kan kvinder og mænd også foretrække forskellige jobfunktioner (vertikal kønsopdeling). Typisk vil kvinder udføre de mere rutineprægede jobfunktioner, mens mænd oftere vil arbejde som ledere eller specialister.